# Dido (cantante)
Florian Cloud de Bounevialle O'Malley Armstrong (Kensington, Londres, Inglaterra, 25 de diciembre de 1971), conocida como Dido, es una cantautora británica.
Saltó a la fama con su álbum debut, No Angel (1999), que vendió 21 millones de copias en todo el mundo y ganó varios premios, que incluyen los MTV Europe Music Awards por Mejor Artista Nuevo, dos NRJ Awards por Mejor Artista Nuevo y Mejor Álbum, y dos BRIT Awards por Mejor Artista Británica y Mejor Álbum, convirtiéndose este álbum en el más vendido del 2001. Su siguiente trabajo Life For Rent (2003), continuó su éxito con sencillo como «White Flag» y «Life for Rent», este llegó a vender 14 millones de copias y la vio recibir más galardones, entre ellos un Ivor Novello por Cantautora del Año con White Flag, otros dos BRIT Awards y NJR Awards, así como también una nominación a los Grammy. Su tercer álbum de estudio Safe Trip Home (2008) tuvo una muy buena recepción por parte de la crítica así como con las ventas, siendo certificado con 9 discos de oro y alcanzando alrededor de 3 millones de copias vendidas en todo el mundo, aun así, este álbum se situó entre los más vendidos en el Reino Unido, obtuvo una nominación a los Grammy y convirtió a Dido en la cantante británica más vendida en Estados Unidos, en total Dido ha vendido 40 millones de discos y sencillos alrededor del mundo.
Fue nominada al Óscar por su canción If I Rise junto a A. R. Rahman, fue situada en el puesto #98 de los 200 artistas de ranking, basado en el éxito de su música en la primera década del siglo XXI. Su álbum Girl Who Got Away se publicó el 4 de marzo de 2013. El 8 de marzo de 2019 publica su quinto álbum Still On My Mind el cual se posicionó en sus primeras 3 semanas en el top 10 de más de 30 países.

## Primero años
Nació en el St. Mary Abbots Hospital en Kensington, Londres, el 25 de diciembre de 1971. Sin embargo lo celebra en forma oficial el 25 de junio, siguiendo el ejemplo del Oso Paddington. Dido es de ascendencia francesa por vía materna e irlandesa por vía paterna. Su madre, Claire es una poetisa y su padre, William O'Malley Armstrong fue un editor y exdirector gerente de la serie Sidgwick & Jackson, que falleció en 2006. Dido tiene un hermano mayor, Rowland Constantine O'Malley Armstrong, conocido como Rollo, quien es productor discográfico y el cerebro detrás de la exitosa banda electrónica Faithless. A pesar de sus extraños nombres de nacimiento, el par es conocido desde la infancia por los nombres con los que ahora son famosos, Dido y Rollo. La cantante ha dejado claro que "Dido" es su nombre real ahora y que no es un simple sobrenombre o seudónimo.
Su nombre está inspirado en la mitología romana, glosado por Virgilio en la Eneida como primera reina de Cartago. Desde niña, tuvo que hacer "frente" a la ambigüedad y la naturaleza inusual de su nombre, que condujo a su forma de ser introvertida, ella debía pretender que era un nombre común, explica:

"Llamarse de una manera y haber sido bautizada de otra es muy confuso y molesto. Es una de las cosas más irritantes que mis padres me hayan hecho. Florian es un nombre germánico de varón. Eso es un acto de maldad (darle a tu hija un montón de nombres extraños y vergonzosos). Creo que es cruel que me llamaran Dido y esperar que lo tomara bien.
Dido, Entrevista publicada en The Observer en 2001"

Dido fue educada en la Thornhill Primary, Dallington, City of London Girls y Westminster School. A los seis años ingresó en la Guildhall School of Music en Londres, Inglaterra, tras robar una flauta dulce de la escuela a los cinco años, sus padres la matricularon en la Escuela Guildhall de Música y Arte Dramático de Londres. En el tiempo en el que Dido estuvo ahí aprendió a tocar el piano y el violín. Después de que Dido se graduase, dejó la música de lado y tomó los libros para entrar a estudiar leyes en Birkbeck, Universidad de Londres, mientras trabajaba en una agencia literaria. Dido no terminó su carrera universitaria, así que decidió dedicarse por completo a la música, aprendió a tocar guitarra y variados instrumentos más, lo cual quedó demostrado en la gira de Life For Rent en 2004.
A pesar de todos los éxitos que ha tenido, la artista londinense siempre se ha mantenido alejada de la fama y ha rechazado el papel de celebridad que le correspondería a tenor de su talento y de los millones de copias que ha vendido con sus álbumes.
"Me gusta pasar desapercibida y que la gente no sepa demasiado sobre mí", explica antes de recordar, que nunca ha acudido a estreno alguno, pues prefiere ir al cine con sus amigos y poder "comer palomitas" sin que la gente la mire.

## Carrera musical

### 1995-1996: Odd & Ends
En 1995, Dido comenzó a grabar algunos demos, los cuales puso en una colección titulada Odds & Ends y los envió a la agencia Nettwerk. Esta Compañía firmó con ella, luego de ella llamase su atención por las colaboraciones realizadas con Faithless, ya que coescribió y proporcionó su voz para algunas canciones como "Flowerstand Man" y "Hem of His Garment", también estuvo en el acto de danza británico encabezado por su hermano Rollo Armstrong.
La colección fue lanzada por Nettwerk en un CD-R en 1995 y presentó una mezcla de producciones acabadas y versiones de demostración que más adelante fueron consideradas para el lanzamiento de su álbum debut, titulado No Angel, publicado en 2000. Odds & Ends, también llamó la atención de Arista Records, quien firmó con ella en Estados Unidos, en un sorprendente trato con el sello discográfico de su hermano, la disquera Cheeky Records, la cual también co-firmó con Dido.
Del álbum Odds & Ends, "Take My Hand" fue incluida en todas las ediciones del álbum No Angel como un bonus track; "Sweet Eyed Baby" fue mezclado y retitulado como "Don't Think Of Me", mientras que "Worthless" y "Me" fueron lanzados solamente en la edición Japonesa.
Cheeky Records, junto con Dido fueron vendidas a la discográfica BMG en 1999. Esto retrasó el lanzamiento de No Angel en el Reino Unido, pero le permitió concentrarse en la promoción del álbum en Estados Unidos, incluyendo un espacio para Sarah McLachlan en el tour Lilith Fair.

### 1998-2002:No Angely gran avance
No Angel es el álbum debut de la cantante británica, lanzado el 11 de octubre de 2000 a nivel mundial (lanzado antes solo en algunos países). Este fue el álbum más vendido de 2001 en todo el mundo, debutó en el número 1 de la tabla oficial de álbumes del Reino Unido, regresando a esta posición muchas veces a lo largo del año. Dio lugar a dos sencillos, que figuraron en los top 10, "Here With Me", su primer sencillo y canción principal de la serie Americana, Roswell y luego "Thank You", que figura en la película Slidding Doors. Solo luego de estos dos sencillos Dido se convirtió en una superestrella musical, apareciendo en la portada de la revista Vogue, en los titulares de la revista Radio 1's One Big Sunday y haciendo presentaciones para Top of the Pops y Pepsi Chart Show. Luego vinieron "Hunter" y "All You Want", su último sencillo, que en un principio sería "Don't Think Of Me".
Este álbum fue certificado con disco de platino en 35 países y de oro en más de 22 países, la cifra de venta es cercana a los 21 millones de copias en todo el mundo, llegando a ser el segundo más vendido en lo que va del siglo XXI en el Reino Unido. En este mismo país, se mantuvo durante 35 semanas en el top 10, También le valió varios premios y nominaciones en distintas categorías, como a los 6 US MTV Awards. Junto con esto Dido realizaba un tour mundial promocionando el disco en el que las entradas se agotaron totalmente, al finalizar este, Dido anunció que se tomaría un año y que comenzaría a escribir y grabar para un nuevo disco.

### 2003-2005:Life For RentyLive 8
El segundo álbum de Dido, Life for Rent fue lanzado el 29 de septiembre de 2003 a nivel mundial, llegando a ser el álbum vendido más rápidamente en la historia musical del Reino Unido, debutando en número uno en 26 países, entre ellos el Reino Unido e Irlanda. El primer sencillo fue "White Flag", tema escrito en honor a su exnovio, esta canción fue usada en programas como Buffy la Caza Vampiros, Angel y Bones. El álbum vendió 152,000 copias solo el día de su lanzamiento, y vendió 400,000 copias la primera semana, así fue como llegó a vender 14 millones a nivel mundial. El segundo sencillo fue "Life for Rent", que habla sobre la vida de Dido, luego, el tercer sencillo titulado "Don't Leave Home", el cual habla sobre las drogas, como si las drogas le cantasen al adicto, y el último sencillo "Sand in My Shoes" que habla sobre los amores de verano.
Life For Rent se mantuvo durante 100 semanas consecutivas (aproximadamente dos años) dentro del top 72 y top 40 de la radio los 40 principales.
Luego del gran éxito de su gira mundial en 2004 y 2005, a Dido se le pidió estar en tres conciertos de Live 8 el 2 de julio de 2005 presentándose en Londres, luego en el Eden Project en Cornwall, antes de volar a París, presentando en solitario "White Flag" y en un dueto con Youssou N'Dour las canciones "Thank You" y "Seven Seconds".

"Fue un torbellino" comenta. "Cuando regresé de gira a principios del 2005, me costó un poco de digerir lo que había pasado. Estaba tan poco preparada para eso. En un principio estaba haciendo este pequeño álbum underground para escucharlo de vez en cuando y de pronto, ocho años más tarde estaba bajando de este increíble tren de alta velocidad. Viví un tiempo fantástico, pero creo que necesitaba dar un paso atrás, reconectarme a mi vida normal y concentrarme al 100% en la música otra vez."
Dido, Entrevista Publicada En Página oficial De Dido, Biografía

Luego Del Tour Mundial de Life For Rent, sale a la venta el CD y DVD titulado Live at the Brixton Academy, el cual presenta una mezcla de instrumentos y ritmos completamente distintos, encontrándose entre las canciones más destacadas ¨See the Sun¨, ¨Isobel¨ y "See you when you're 40".
Este disco fue grabado en tres noches de sus conciertos en Brixton Academy en 2004, lanzado el 13 de julio de 2005 y se situó en el número 4 de los más vendidos en el Reino Unido.

### 2006-2008:Safe Trip Homey descanso
Dido comenzó a trabajar en su tercer disco en octubre de 2005 en Los Ángeles, California. El álbum fue producido por Jon Brion y ella misma. Algunos colaboradores fueron a Brian Eno, Questlove, Mick Fleetwood, Rollo Armstrong y Matt Chamberlain. Las grabaciones del álbum fueron realizadas en los estudios londinenses de Abbey Road y en la casa estudio de Jon Brion en Los Ángeles. 
La página oficial de Dido fue transformada completamente y a medida que el tiempo pasaba se fue revelando uno de los adelantos: la canción "Look No Further", que pudo descargarse de manera gratuita hasta el 7 de septiembre de 2008. El 22 de agosto del mismo año, el sitio web oficial de Dido confirmó que el álbum se llamaría Safe Trip Home y solo dos días después, la página fue estrenada completamente, disponible en 18 idiomas con todas las novedades de la cantante. El lanzamiento del disco fue pospuesto variadas veces sin una razón oficial del por qué. El 29 de agosto se reveló que el primer sencillo del álbum sería "Don't Believe in Love", el 5 de septiembre se reveló la portada del álbum, mientras que "Don't Believe in Love" fue puesto en la página de Dido para ser escuchado el 8 de septiembre. El álbum llegó a ser número uno de descargas en iTunes en Italia; tiempo después fue lanzado el video del primer sencillo disponible el 23 de octubre en la página web y puesto a disposición físico y digitalmente el 27 de octubre de 2008. Safe Trip Home y una edición deluxe del álbum salieron a la venta el 17 de noviembre de 2008 en el Reino Unido, y el 18 de noviembre de 2008 en Estados Unidos y el resto del mundo. Safe Trip Home no tuvo una promoción como sus otros dos álbumes anteriores, lo cual se notó en las posiciones en las listas de ventas.

### 2009-2018:Girl Who Got AwayyGreatest Hits
Dido, terminó de grabar su cuarto álbum el 2 de noviembre de 2012, tal y como lo relató en su cuenta oficial de Twitter, en el que también ha colaborado su hermano Rollo Armstrong. El 8 de noviembre muestra en su página oficial una fotografía en la que aparece escrito el nombre de su nuevo álbum: Girl Who Got Away.
Las grabaciones se realizaron en Londres y California y tuvo colaboraciones de productores como: Rollo Armstrong y Sister Bliss ambos del grupo Faithless, Lester Méndez productor de Shakira y Nelly Furtado, A.R. Rahman, Rick Nowels (Lana del Rey, Colbie Caillat), Greg Kurstin (Marina & the Diamonds, Kesha, Rita Ora) y Jeff Bhasker (Beyoncé, Bruno Mars, Taylor Swift).
Finalmente Girl Who Got Away fue lanzado el 4 de marzo de 2013, siendo el tema "No Freedom" su primer sencillo, del cual ya se trabaja en el vídeo, según declaró Dido el 9 de diciembre en su web y Twitter oficial.
La lista fue publicada por Dido en su web oficial y en su cuenta de Twitter el 10 de diciembre de 2012. Además, el disco cuenta con una edición de lujo con un total de 18 canciones, 7 más que la edición normal, con 3 remixes y 4 canciones extras.
En noviembre de 2013, Dido lanzó el álbum Greatest Hits, una compilación de material previo y remixes que también incluía la nueva canción "NYC". Con el lanzamiento de Greatest Hits terminaron las obligaciones contractuales de Dido con RCA Records, y la cantautora habló de sus planes de lanzar su música de forma independiente.

### 2018- presente:Still On My MindyThe Last Summer
Dido firmó con BMG para lanzar su quinto álbum a principios de 2018. Entre sus colaboradores se encuentran Rollo Armstrong (su hermano), Brian Eno y Ryan Louder. El 9 de noviembre, Dido apareció en la sede de BMG en Nueva York y anunció el título de su nuevo álbum, Still on My Mind, junto con su portada. Fue lanzado el 8 de marzo de 2019. Still On My Mind se posicionó en sus primeras 3 semanas en el top 10 de más de 30 países, siendo No.1 en la mayoría, colocando así al álbum como el disco más vendido por una artista Británica en la primera mitad del año 2019.
Dido apareció en el álbum The Last Summer de su hermano Rollo, que fue lanzado el 11 de octubre de 2019, under the alias "R Plus". The album charted at number 96 on the UK Album Sales Chart. Dido featured on the singles "Summer Dress",  bajo el alias «R Plus». El álbum alcanzó el número 96 en la lista de ventas de álbumes del Reino Unido. Dido apareció en los sencillos «Summer Dress», «Those Were The Days» y «My Boy», con otra característica que aparece en «Together (In These Times)» y la versión alternativa de la canción del álbum The Last Summer«Together». La versión de lujo de The Last Summer fue acreditada tanto a R Plus como a Dido.
En febrero de 2023, Dido apareció en el álbum Desire, I Want to Turn Into You de la cantautora estadounidense Caroline Polachek en el tema «Fly to You». junto a Polachek y la cantante Grimes, y se le acredita como coautora.  El 18 de mayo de 2023, Jason Derulo lanzó el sencillo «When Love Sucks», que samplea «Thank You», e incluye un crédito para Dido.  En diciembre de 2023, el dúo de DJs belga-griego Dimitri Vegas & Like Mike lanzó «Thank You (Not So Bad)» junto a Dido, Tiësto y W&W, que era una reimaginación de «Thank You» de Dido; ella volvió a grabar su voz para el remake. Llegó al número 50 en la lista de sencillos del Reino Unido, y se convirtió en la primera canción de Dido que entraba en la lista principal de sencillos del Reino Unido desde «No Freedom» en 2013,  y su canción más popular desde «Sand In My Shoes» de 2004.

## Vida personal
Después de lanzar No Angel en 1999 y después de mucho tiempo promocionando el álbum, Dido rompió con su prometido, el abogado de entretenimiento Bob Page, después de una relación de siete años. Dido se casó con Rohan Gavin en 2010. Tienen un hijo, Stanley, que nació en julio de 2011.
Dido dice que es una partidaria "acérrima" de toda la vida del club de fútbol de la Premier League, el Arsenal Football Club.
Tiene la doble ciudadanía británico-irlandesa en virtud de tener un padre irlandés.

## Discografía
- 1995: Odds & Ends
- 1999: No Angel
- 2003: Life for Rent
- 2005: Dido Live At Brixton Academy
- 2008: Safe Trip Home
- 2013: Girl Who Got Away
- 2013: Greatest Hits
- 2019: Still On My Mind

## Otros trabajos
- "Thank You" está incluida en la banda sonora de la película Sliding Doors, protagonizada por Gwyneth Paltrow.

- “Here With Me” fue utilizada como tema principal de la serie “Roswell”.

- Escribió la canción "I'm Not a Girl, Not Yet a Woman", para Britney Spears.

- En mayo de 2000, Eminem sampleó el tema "Thank You" y lo incluyó en la canción "Stan" dentro de su álbum The Marshall Mathers LP. Stan fue el tercer sencillo de su disco, y fue nominado en 5 categorías dentro de los MTV Video Music Awards.

- Dido interpreta la canción "Feels Like Fire" junto a Carlos Santana en la guitarra, perteneciente al álbum Shaman.

- Dido participa en la Versión "Do They Know It's Christmas" junto a Band Aid 2.0.

- Además de su trabajo como solista, Dido ha participado en todos los discos de grupo Faithless, ya sea escribiendo canciones, como cantando. Esto incluye la participación en la canción "One Step Too Far" lanzado el 8 de abril de 2002 como sencillo de edición limitada el cual alcanzó la posición número 6 en ventas en el Reino Unido.

- En 2004, se hizo un sampler de la canción "Do You Have A Little Time", usada en la canción "Don't You Trust Me" del artista Tupac, en el álbum "Loyal to the Game", el cual fue producido por Eminem.

- En 2005, Dido colaboró en un proyecto de su hermano con el grupo Dusted, en el álbum Safe from Harm. cantando las canciones: "Time Takes Time", "Hurt U" y "Winter" y coescribió tres canciones del álbum: "Always Remember to Respect & Honour Your Mother, Part 1", "The Biggest Fool in the World" y la anteriormente mencionada "Winter".

- En 2006 se volvió a lanzar la canción "Christmas Day", (esta había aparecido originalmente como una extensión de la canción "All You Want"), apareciendo en el álbum “Platinum Christmas” junto con canciones de artistas como Britney Spears, NSYNC, Christina Aguilera, y los Backstreet Boys entre otros.

- Hizo un dueto con el cantante Rufus Wainwright en una canción titulada "I Eat Dinner (When the Hunger's Gone)" para la película Bridget Jones: Al Borde De La Razón.

- En 2006 se realizó una compilación de temas en el disco Rhythms Del Mundo, aquí se incluyó la canción "One Step Too Far" junto con canciones de artistas como Bono de U2, Sting y Radiohead. Parte de las ganancias de este disco se invirtieron en acciones como combatir el calentamiento global.

- En 2007, la cantante participó con Annie Lennox en el tema "Sing", que se presentó a principios de diciembre con motivo del Día Mundial de la Lucha contra el Sida, al lado de cantantes como Angelique Kidho, Madonna, Melissa Etheridge, Pink, Shakira, Fergie y Céline Dion entre otras.

- La canción "Thank You", fue usada como tema en el disco de la radio Play Fm “Las Voces Femeninas Imprescindibles De Play Fm”.

- En 2010 la canción "Everything to Lose" fue lanzada como banda sonora de la película Sex and the City 2.

- Trabajó en el nuevo disco de Faithless, en las canciones "Feelin' Good" y "North Star"

- Coescribió y cantó la canción "If I Rise" junto a A. R. Rahman, banda sonora de la película 127 horas, nominada al Óscar a la mejor canción de película.

## Premios
Premios Óscar
| Año  | Categoría              | Película  | Resultado |
| ---- | ---------------------- | --------- | --------- |
| 2011 | Mejor canción original | 127 horas | Nominada  |

Otros premios
| Año  | Ceremonia                         | Categoría                                           | Resultado |
| ---- | --------------------------------- | --------------------------------------------------- | --------- |
| 2000 | MTV Video Music Awards            | Mejor Video Femenino – Thank You                    | Nominada  |
| 2001 | MTV Video Music Awards            | Mejor Video Rap – "Stan" Eminem con Dido            | Nominada  |
| 2001 | MTV Video Music Awards            | Mejor Video Del Año – "Stan" Eminem con Dido        | Nominada  |
| 2001 | MTV Video Music Awards            | Mejor Dirección de Video – "Stan" Eminem con Dido   | Nominada  |
| 2001 | MTV Video Music Awards            | Mejor Cinematografía – "Stan" Eminem con Dido       | Nominada  |
| 2001 | MTV Europe Music Awards           | Mejor Actuación Nueva                               | Ganadora  |
| 2001 | MTV Europe Music Awards           | Mejor Canción "Stan"                                | Nominada  |
| 2001 | MTV Europe Music Awards           | Mejor Álbum - No Angel                              | Nominada  |
| 2001 | MTV Europe Music Awards           | Mejor Artista Femenina                              | Nominada  |
| 2002 | NRJ Music Awards                  | Mejor Revelación Del Año                            | Ganadora  |
| 2002 | NRJ Music Awards                  | Mejor Álbum - No Angel                              | Ganadora  |
| 2002 | BRIT Awards                       | Mejor Artista Femenina Británica                    | Ganadora  |
| 2002 | BRIT Awards                       | Mejor Álbum Británico – No Angel                    | Ganadora  |
| 2003 | Grammy Awards                     | Mejor Performance Vocal Pop, Femenino– "White Flag" | Nominada  |
| 2003 | Ivor Novello Awards               | Cantoautora del Año - "White Flag"                  | Nominada  |
| 2004 | BRIT Awards                       | Mejor Artista Femenina Británica                    | Ganadora  |
| 2004 | BRIT Awards                       | Mejor Sencillo Británico – "White Flag"             | Ganadora  |
| 2004 | NRJ Music Awards                  | Mejor Artista Internacional                         | Ganadora  |
| 2004 | NRJ Music Awards                  | Mejor Álbum – Life For Rent                         | Ganadora  |
| 2008 | ASCAP                             | Cantoautora Del Año - Thank You y White Flag        | Ganadora  |
| 2010 | Grammy Awards                     | Mejor Ingeniería de Álbum - Safe Trip Home          | Nominada  |
| 2010 | BRIT Awards                       | Mejor Álbum de los últimos 30 Años - No Angel       | Nominada  |
| 2011 | BFCA Critics' Choice Movie Awards | Mejor Canción por la película 127 horas - If I Rise | Ganadora  |